# 7228 MacGillivray
7228 MacGillivray è un asteroide della fascia principale. Scoperto nel 1985, presenta un'orbita caratterizzata da un semiasse maggiore pari a 2,2475854 UA e da un'eccentricità di 0,1034850, inclinata di 4,41716° rispetto all'eclittica.